# Flop (poker)

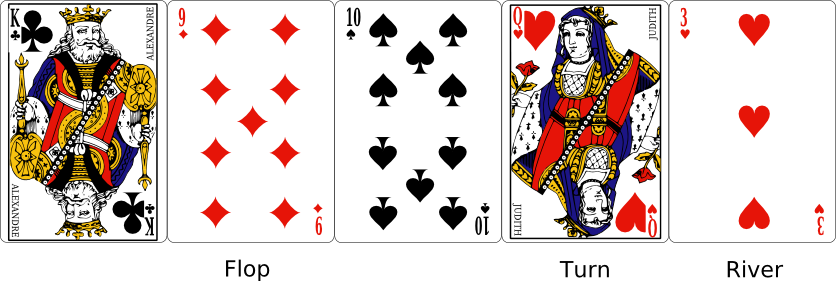
Voorbeeld van flop, turn en river.

Bij poker verwijst de flop naar het omdraaien van de eerste drie speelkaarten of die drie kaarten zelf bij community card poker, met name bij de varianten Texas Hold 'em en Omaha Hold 'em.

## Algemeen
De drie kaarten worden tegelijk getoond na de eerste inzetronde. Na de flop is er opnieuw een ronde om in te zetten waarna de vierde kaart wordt getoond, de turn. Na deze vierde kaart kan men opnieuw inzetten met daarna de river, de vijfde en laatste kaart. Na deze laatste kaart kan men opnieuw inzetten met daarna de showdown, waarbij elke overgebleven speler zijn of haar speelkaarten toont om te bepalen welke speler gewonnen heeft.
Deze drie kaarten worden meestal met de voorkant naar beneden op elkaar gelegd, omgedraaid en vervolgens in één beweging naast elkaar gelegd zodat alle drie de kaarten zichtbaar zijn. Op deze manier wordt voorkomen dat de reactie van een speler op een bepaalde kaart gezien wordt door de andere spelers. Telkens voordat de flop, turn of river gedeeld wordt, wordt er een 'burn card' gebruikt. Dit is het blind wegleggen van de bovenste kaart van het kaartspel, om eventuele kaartmarkeringen te verbergen. Dit wordt ook wel een kaart "verbranden" of burnen genoemd.
Na de flop kan een speler vijf van de zeven kaarten van zijn hand zien. Hoewel de flop een belangrijk punt in het spel markeert waarbij de spelers belangrijke informatie over hun hand hebben, kunnen er nog wel meerdere inzetrondes gespeeld worden.

## Terminologie
- De acties van de spelers voordat de flop is neergelegd wordt ook wel preflop spel genoemd, terwijl de acties na de flop postflop worden genoemd.
- Wanneer alle spelers die aan tafel zitten de flop zien (de inzet betaald hebben), spreekt men van een family flop of family pot.